# I (EP de Meshuggah)
I es una canción y EP por la banda de tech metal sueca Meshuggah. La canción tiene una duración total de 21 minutos y es la única pista de este EP. Al I de Meshuggah le siguió el famoso Catch Thirty-Three, el cual está también compuesto de una sola pieza (esta vez llegando a durar hasta 47 minutos) pero separada en 13 pistas diferentes. 
El sonido de este EP se asemeja bastante al del disco Destroy Erase Improve, pero no al de Nothing que tiene ambiciones mucho más experimentales. Según algunos análisis, este EP está dividido claramente en tres secciones, cada una representando ciertas épocas atravesadas por la banda.
Tanto la carátula como el resto de las imágenes hacen referencia a "I". La carátula frontal contiene un ojo ("eye" en inglés, que se pronuncia como la letra/palabra "I") y en el disco mismo esta impresa la palabra "aj", que se pronuncia en sueco de la misma forma que "I" y que significa "¡ay!" Las estructuras faciales alrededor del ojo son conglomerados de copias redimensionadas y retocadas de imágenes de caras.
El baterista Tomas Haake dijo del EP: "La pista completa fue escrita y grabada al azar. Fredrik y yo simplemente improvisaríamos algo, y cuando encontraramos algo que fuera de cierta manera genial, él caminaría al cuarto de control. Yo solo grabaría la batería y no era un patrón fijo, yo me desviaría de cierto modo del patrón, pero continuaría en ese ambiente. Then we had to chart everything and go bar by bar to record the guitars afterwards, because it’s all just random." [cita requerida]

## Listado de pistas
| I     |        |          |  |
| N.º   | Título | Duración |  |
| 1.    | «I»    | 21:00    |  |
| 21:00 |        |          |  |

## Integrantes
- Tomas Haake - Baterista
- Mårten Hagström - Guitarrista
- Jens Kidman - Vocalista
- Fredrik Thordendal - Guitarrista/Bajista

- Datos: Q1115063